# Герб Охтирського району
Герб Охти́рського райо́ну — офіційний символ Охтирського району Сумської області, затверджений 21 грудня 1998 року шостою сесією Охтирської районної ради двадцять третього скликання.

## Опис
Елементи герба розташовані на геральдичному щиті з синім полем та жовтою окантовкою. У синьому полі золотий хрест з сяйвом зверху та золотим колосом знизу. Колір фону, хреста та сяйво як і самі елементи це історичний герб Охтирки XVIII століття. изображающий знаменитость сего города по великому числу приезжающих богомольцев.
В голубом поле златый крест… с златым же сиянием сверху…. Герб затверджено 21 вересня 1781 року. Для Охтирського району до герба введено золотий колос — символ аграрної направленості розвитку району. 